# 小笠原長煕
小笠原 長煕（おがさわら ながひろ）は、武蔵岩槻藩の第2代藩主。のち遠州掛川藩の初代藩主。忠知系小笠原家5代。

## 生涯
岩槻藩初代藩主・小笠原長重の次男。宝永7年（1710年）5月18日、父の隠居により跡を継いだ。宝永8年（1711年）2月11日、岩槻から掛川に移封される。その後は掛川藩の藩政確立に尽力し、享保7年（1722年）には大井川と天竜川の治水工事を行なっている。元文4年（1739年）4月16日、婿養子の長庸に家督を譲って隠居し、宝暦2年（1752年）3月21日に63歳で死去した。

## 系譜
父母
- 小笠原長重（父）

正室
- 染 ー 松平頼貞の娘

子女
- 娘（次女） ー 小笠原長庸正室

養子
- 小笠原長賢 ー 小笠原長剛の次男
- 小笠原長庸 ー 小笠原長丘の次男